# Aedes akkeshiensis
Aedes akkeshiensis är en tvåvingeart som beskrevs av Tanaka 1998. Aedes akkeshiensis ingår i släktet Aedes och familjen stickmyggor. Inga underarter finns listade i Catalogue of Life.